# Ragnar Hvidsten
Ragnar Hvidsten (Sandar, 3 dicembre 1926 – Sandefjord, 21 settembre 2016) è stato un calciatore norvegese.

## Caratteristiche tecniche
Hvidsten ricopriva il ruolo di attaccante interno.

## Carriera

### Club
Hvidsten ha militato nello Sandefjord e nello Skeid.

### Nazionale
Ha disputato 21 incontri con la maglia della nazionale norvegese, mettendo a segno 2 reti. Ha preso parte ai Giochi olimpici del 1952 di Helsinki, e ad un incontro delle qualificazioni al campionato mondiale di calcio 1954.